# Spindoctor
Der Begriff Spindoctor (auch Spin-Doctor oder seltener eingedeutscht Spin-Doktor) ist eine aus dem Englischen („spin doctor“) übernommene Bezeichnung für einen Medien-, Kommunikations-, Image- oder Politik-Berater oder Kommunikationsverantwortlichen.
Die Bezeichnung wird in den Massenmedien besonders für den Bereich der Politik benutzt und hat zumeist eine negative Konnotation, da sie andeutet, dass die als Spindoctor bezeichnete Person Ereignisse mit dem richtigen Dreh (englisch spin) versieht, indem sie für eine unterschwellig manipulierte Darstellung in den Medien sorgt. Im Englischen wird neben spin doctor auch der Ausdruck spinmeister oder spinnster verwendet.
Einem Spin-Doctor geht es weniger um die Vermittlung einer bestimmten allgemeinen Sichtweise, sondern darum, direkt seinen Auftraggeber, dessen Politik oder andere Personen oder Ereignisse in einem möglichst positiven bzw. negativen Licht darzustellen und in jeder Situation die bestmögliche öffentliche Aufmerksamkeit zu verschaffen. Ein Spin-Doctor verwendet oft die Technik des Framing, um sprachliche Aussagen „im rechten Licht“ erscheinen zu lassen. Er arbeitet mit Bildern, Inszenierungen (zum Beispiel Fototerminen oder Events für die Kameras der Medien) und nutzt die Medien für seine Ziele (zum Beispiel über Agenda-Setting). Dabei bleibt er meist im Hintergrund und taucht selten selbst in Medien auf. Nicht alle diese Mittel sind verpönt, da durch Mittel der Öffentlichkeitsarbeit komplexe Zusammenhänge für ein Laienpublikum verständlicher werden können. Kritisch gesehen werden allerdings oftmals unter anderem die durch Spin-Doctoren begünstigte „Inszenierungspolitik“, „Theatralisierung von Politik“ und die zunehmende Konzentration auf Personifizierung im Wahlkampf statt der Argumentation mit politischen Inhalten. Davon abgewandelt wird ein besonders PR-orientierter Politikstil als Spin-Doctoring bezeichnet.

## Geschichte
1977 verwendete der amerikanische Autor Saul Bellow den Begriff erstmals in einer Vorlesung. Einzug in die Medien fand er am 21. Oktober 1984 durch einen Leitartikel des Journalisten William Safire (New York Times), der ein Fernsehduell zwischen dem Präsidentschaftskandidaten Walter Mondale und dem Amtsinhaber Ronald Reagan analysierte. Dabei wurden die Wahlkampfberater als Spindoctors bezeichnet, weil sie hinter der Bühne im spin alley versuchten, den Journalisten eine positive Interpretation ihres jeweiligen Kandidaten zu vermitteln. Spin Doctoring entwickelte sich zunächst insbesondere in Ländern mit Mehrheitswahlrecht, was auf die dortige größere Bedeutung einzelner Politiker zurückgeführt wird.

### Beispiele aus der Geschichte
Edward Bernays, ein Neffe Sigmund Freuds, gilt als erster amerikanischer Spindoctor. 1920 untersuchte er massenpsychologische Erscheinungen und entwickelte Methoden, die heute als Public Relations bekannt sind.
Ab Mitte der 1960er Jahre beriet Josef von Ferenczy neben dem Vorstandsvorsitzenden der deutschen BP, Hellmuth Buddenberg, und der Geschäftsleitung der AEG Politiker unterschiedlichster Parteien, unter ihnen Hans-Dietrich Genscher, Theo Waigel, Peter Glotz, Willy Brandt und Helmut Haussmann sowie den Flickkonzern. 1960 nutzte Joe Napolitan die Verbreitung des Fernsehens für das Polit-Marketing und inszenierte das erste Fernsehduell (auch TV-Duell genannt). Dies war entscheidend für den Wahlsieg seines „Kunden“ John F. Kennedy gegen Richard Nixon. 1964 erstellte Tony Schwartz den Negativ-Werbespot „Daisy“, der gegen den Präsidentschaftskandidaten Barry Goldwater gerichtet war, obschon er im Spot selber nicht namentlich erwähnt wurde. Dieser weit verbreitete Werbespot half Lyndon B. Johnson zum Wahlsieg.
1977 verhalfen John Gormann und Pat Cadell Jimmy Carter ins Weiße Haus.
Ab 1980 vergrößerte sich der Einfluss der Spin-Doktoren enorm: Jean-Luc Aubert unterstützte François Mitterrand, Lord Bell beriet Jacques Chirac, Timothy Bell erfand New Labour und brachte Tony Blair an die Macht. Die russischen Spin-Doktoren verhalfen Boris Jelzin trotz Herzinfarkt mitten im Wahlkampf dank Tricks, Manipulationen und Falschinformationen zum Wahlsieg.
1996 führten das Kommunikationsmanagement im Wahlkampf von Bill Clinton Joe Lockhart, Dick Morris und George Stephanopoulos. Joe Lockhart, Abteilungsleiter Kommunikation im Weißen Haus von 1997 bis 2000, nutzte unter Bill Clinton die Revolution der Informationstechnik und funktionierte die Regierung in eine Nachrichtenagentur um. Nun wurden die Nachrichtenthemen von der Regierung bestimmt. Es wurde aus Regierungssicht wichtig, ein Thema zu „besetzen“ und darüber zu bestimmen, wie über einen Sachverhalt gedacht wurde und wie er zu interpretieren sei.
Beim sogenannten Perzeptionsmanagement kommt es auf Wahrnehmungen und Wertungen an.
Besonders bekannt wurde der Titel unter anderem als Bezeichnung für Alastair Campbell, den langjährigen PR-Verantwortlichen von Tony Blair, und für Karl Rove, den republikanischen Parteistrategen und Präsidentenberater, der George W. Bush 1994 bei der Wahl zum Gouverneur von Texas und im Jahr 2000 bei der Präsidentschaftswahl beriet. Bush nannte Rove in seiner Rede nach dem Wahlsieg 2004 den Architekten seines Sieges. 1997 entwickelten Peter Mandelson und Alastair Campbell Konzeptionen aus dem War Room, eigentlich Kommandozentrale der britischen Kriegsführung (hier die Wahlkampfzentrale, betitelt durch „New Labour“), um Tony Blair bei seinem Wahlkampf zu unterstützen. Alastair Campbell ließ sich beispielsweise tagelang von der BBC bei der Arbeit filmen.
Im Bundestagswahlkampf 1998 richtete die Presse ihre Aufmerksamkeit auf die „Kampa“, welche das Steuerungszentrum der SPD für die Unterstützung von Gerhard Schröder darstellte. Uwe-Karsten Heye, Bodo Hombach und Matthias Machnig rückten dabei in den Mittelpunkt. Kanzler Helmut Kohl (CDU) stellte Hans-Hermann Tiedje (ehemaliger Bild-Chefredakteur) als Spindoctor ein. Das Thema der „Spin-Doctors“ wurde auch in deutschen Medien aufgegriffen (insbesondere kritisch zu der Tätigkeit von Bodo Hombach als „Kanzlerflüsterer“ für Schröder), und bei der SPD-„Kampa“ wurde teils von einer „Amerikanisierung“ des Wahlkampfs gesprochen.
Jamie Shea, NATO-Sprecher, kommentierte 1999 den Kosovokrieg mit Hilfe von Spindoctoren.
Charlie Black, Berater von George W. Bush, betreute 2003 das PR-Projekt Irakische Exilregierung. Die Rechtfertigung des Irakkrieges mit der angeblichen Bedrohung durch Massenvernichtungswaffen ist ebenfalls ein Spin (siehe dazu Downing Street Memo).
Clarence Mitchell war Direktor des MMU, einer Regierungsbehörde, die für das britische Außenministerium PR betreibt. Seit Mai 2007 war er im Auftrag der Regierung PR-Berater von Kate und Gerry McCann im Fall der verschwundenen Madeleine McCann. Am 18. September 2007 hat er das Amt aufgegeben, um die Medienkampagne für Kate und Gerry McCann als Privatperson fortführen zu können.
Klaus-Peter Schmidt-Deguelle wurde bekannt, als er von 1999 bis 2000 den Bundesarbeitsminister Walter Riester und das Bundeskanzleramt sowie von 1999 bis 2005 das Bundesfinanzministerium unter Hans Eichel beriet.
Im Bundestagswahlkampf 2002 engagierte die Union Michael Spreng als Berater des Kanzlerkandidaten Edmund Stoiber; Matthias Machnig beriet die SPD und den zur Wiederwahl antretenden Bundeskanzler Gerhard Schröder.
Beobachter sahen im deutschen Bundestagswahlkampf 2005 Kajo Wasserhövel in der SPD und Willi Hausmann in der CDU als die jeweiligen Spindoctors an, offiziell traten sie als Wahlkampfmanager auf.
Für Barack Obama übte in erster Linie David Axelrod die Funktion des Spin-Doctors aus.
In der medialen Auseinandersetzung zwischen der Schauspielerin Uschi Glas und der Stiftung Warentest wegen der Wertung „mangelhaft“ für ihre Creme agierte Marcus Johst als Spindoctor auf Seiten der Schauspielerin.
Im Wahlkampf zur Nationalratswahl in Österreich 2017 gelangte der israelische SPÖ-Berater Tal Silberstein durch die Silberstein-Affäre und das dabei praktizierte Dirty Campaigning zu großer Bekanntheit. Bereits in der Vergangenheit war er für verschiedene Parteien und Unternehmen tätig gewesen. Die besondere Form dieser Wahlkampfmethode beschrieb er im US-amerikanischen Dokumentarfilm Our Brand Is Crisis (2005) am Beispiel des bolivianischen Wahlkampfes im Jahr 2002:

„Wir müssen die Dynamik ändern. Wir müssen Negativkampagnen gegen ihn [Anm.: den politischen Mitbewerber] starten. Wir müssen ihn von einem sauberen in einen schmutzigen Kandidaten verwandeln. Das ist unsere Aufgabe. […] Alles, was du tust, darf in keiner Weise mit uns in Verbindung gebracht werden.“

Ebenfalls als Spin Doctoring gesehen werden kann die mediale Darstellung des Arbeitskampfs der GDL und ihres Vorsitzenden Claus Weselsky als notorischer „troublemaker“ vor dem Hintergrund des parallel dazu von der Bundesregierung vorbereiteten Tarifeinheitsgesetzes seit Mitte 2014.
Der seit 2010 als ungarischer Staatssekretär für Öffentliche Diplomatie und Beziehungen aktive Zoltán Kovacs wird gemeinhin als Spin-Doctor hinter den als Verschwörungstheorien kritisierten Plakatkampagnen im Zuge der Flüchtlingslage 2015 und weiteren Kampagnen der Regierungen Viktor Orbáns bezeichnet.

## Politikberatung
Professionalisierte Wahlkampfberatung existiert auch in Deutschland seit längerem, jedoch nehmen Elemente des Spin-Doctoring zu. Nach wie vor wird allerdings der Bundestagswahlkampf größtenteils in den Parteizentralen geplant, wodurch die Kampagnen weniger mit den Mitteln des Spin-Doctoring wie zentraler Kommunikationssteuerung mit Agenturen durchgeplant sind, als dies in den USA oder in Großbritannien der Fall ist.
Als Beispiel politischer PR kann auch das Vorgehen zweier Politiker einer Partei gelten, wenn sie die Geheimabsprache treffen, eine Zeitlang ein Thema kontrovers zu diskutieren, um anschließend die Diskussion zu beenden. Diese inszenierte Debatte kann das Profil beider Kontrahenten schärfen, einem Thema in der Öffentlichkeit mehr Geltung verschaffen und/oder den Anhängern verschiedener Positionen Gelegenheit geben, „Dampf abzulassen“.

### Agenturen
Auch PR-Agenturen sind im politischen Bereich tätig. Ziel ist hier zum Beispiel, eine bestimmte Politik als positiv und wünschenswert darzustellen. Zu dem Mittel wird gegriffen, wenn man in der Politik ein Vermittlungsproblem gegenüber der Bürgerschaft (bzw. in Unternehmen und Interessengruppen gegenüber der Öffentlichkeit) sieht, die eigene Politik dabei aber für richtig und notwendig hält.
Laut Medienberichten habe in den USA zum Beispiel die Agentur Hill & Knowlton eine Falschaussage mit der Kuwaiterin Nijirah al-Sabah vor dem US-Kongress über angebliche irakische Gräueltaten während der irakischen Kuwait-Invasion inszeniert und damit erfolgreich Stimmung für den Zweiten Golfkrieg gemacht.
Im Herbst 2011 veröffentlichte die tageszeitung bis dahin geheime Dokumente des Beratungsunternehmens Deekeling Arndt Advisors über die Vorbereitung des „Ausstiegs aus dem Atomausstieg“ der SPD/Die-Grünen-Vorgängerregierung (Kabinett Schröder II), durch die CDU-CSU/FDP-geführte Bundesregierung im Oktober 2010 (Kabinett Merkel II) durch kommunikative Maßnahmen und strategischen Lobbyismus. Ein behaupteter „Erfolg“ im konkreten Fall sei die Verschiebung einer geplanten Veröffentlichung der Süddeutschen Zeitung zum Zusammenhang zwischen Kinderkrebs und Kernkraftwerken auf einen Zeitpunkt nach der Bundestagswahl 2009 gewesen. Heribert Prantl, Mitglied der Chefredaktion der Süddeutschen Zeitung, bestritt auf Nachfrage, dass es eine derartige Einflussnahme gegeben habe.

### Verbände
Auf internationaler Ebene haben sich die Spindoktoren aus aller Welt im Verband der IAPC (International Association of Political Consultants) zusammengeschlossen. Die IAPC wurde im November 1968 von Joseph Napolitan (dem Wahlkampfberater von John F. Kennedy, USA) und Michel Bongrand (dem Wahlkampfberater von Charles de Gaulle, Frankreich) gegründet. Beide Schwesterorganisationen halten seither einmal pro Jahr eine Konferenz ab, in der sich die weltweit besten Spezialisten aus der Politik- und Wahlkampfberatung treffen und dabei über aktuelle Trends in der Branche diskutieren.
In Europa haben sich Spindoktoren aus über 18 Ländern im Verband der EAPC (European Association of Political Consultants) organisiert.
In Deutschland gibt es die Degepol, die Deutsche Gesellschaft für Politikberatung.

## In der Kunst
Die Tätigkeit des Spindoctor wird in Filmen wie beispielsweise Wag the Dog oder Thank You for Smoking und den Serien Chaos City , The good wife oder The Thick of It (und sein Ableger Kabinett außer Kontrolle) satirisch dargestellt. Die Wahlkämpferin (Our Brand Is Crisis) mit Sandra Bullock ist an die gleichnamige amerikanische Dokumentation über den bolivianischen Präsidentschaftswahlkampf von 2002 angelehnt. In der dänischen Polit-Serie Borgen – Gefährliche Seilschaften verkörpert Kasper Juul (Pilou Asbæk) den Spindoctor der Premierministerin, ein aktuelles französisches Pendant ist die Serie Spin – Paris im Schatten der Macht und eine aktuelle Spindoctorin stellt Olivia Pope (Kerry Washington) in der US-amerikanischen Serie Scandal dar.